# Efraim Halevi
Efraim Halevi (hebrejsko אפרים הלוי), izraelski odvetnik, novinar, obveščevalec, diplomat, pisatelj in pedagog, * 1934, Združeno kraljestvo.
Halevi je bil 8. direktor Mosada (1998-2002) in 2. vodja Izraelskega narodnega varnostnega sveta; trenutno je profesor na Hebrejski univerzi v Jeruzalemu.